# Fahrenheit 9/11
Fahrenheit 9/11 là phim tài liệu năm 2004 được thực hiện bởi nhà làm phim, đạo diễn và nhà bình luận chính trị người Mỹ Michael Moore. Phim đưa ra cái nhìn quan trọng trước tổng thống George W. Bush, chiến tranh chống khủng bố và phản ánh của giới truyền thông.
Trong phim, Moore cho rằng giới truyền thông Mỹ là "cổ vũ viên" cho Cuộc tấn công Iraq 2003 mà không đưa ra một phân tích chính xác hay khách quan nào về nhân tố chiến tranh hoặc kết quả thương vong. Phim gây nên nhiều tranh cãi mạnh mẽ, trong đó có sự nghi ngờ tính chính xác của nó. Tựa đề phim là sự ám chỉ đến tiểu thuyết Fahrenheit 451 năm 1953 của Ray Bradbury, đưa ra quan điểm tiêu cực đến tương lai của Hoa Kỳ.
Phim mở màn tại Liên hoan phim Cannes 2004 và nhận được tràng vỗ tay khen ngợi suốt 20 phút, một trong những lần hoan nghênh dài hơi nhất lịch sử liên hoan phim. Phim cũng giành được giải thưởng lớn nhất, Cành cọ vàng. Trong khi đó, phim bị nhận 5 đề cử giải Mâm xôi vàng và "thắng" 4 giải.